# Concilio di Ancira (314)

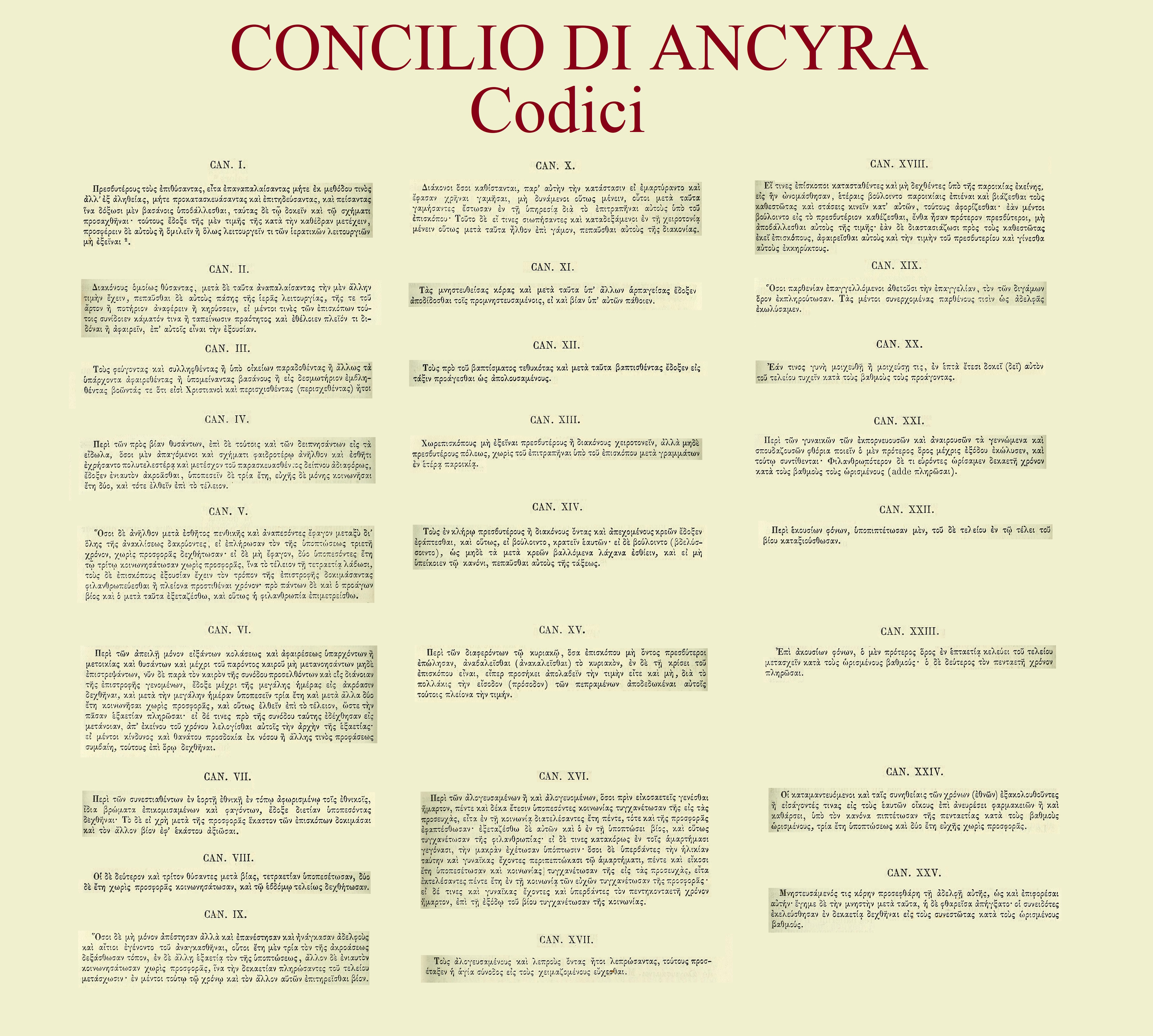
Pagina contenente il testo greco dei canoni promulgati dal Concilio.

Il Concilio di Ancira (Concilium Ancyranum), conosciuto anche come Sinodo di Ancira, celebrato nel 314 d.C. in Ancira (l’odierna Ankara in Turchia), fu un concilio di molta rinomanza e molta risonanza.

## Decisioni del Concilio
Il Concilio promulgò ventiquattro canoni, in cui si stabilì la riammissione dei lapsi (dei "caduti"), cioè di quei cristiani che sotto minaccia imperiale avevano abiurato la fede durante la persecuzione dell'imperatore Massimino Daia, e le penitenze per le abiure più ripetute.

## Il contesto storico
Nell'estate del 313 d.C., quando morì l'imperatore tetrarca Massimino Daia, uomo ambizioso e ostile ai cristiani, descritto da Lattanzio come un creatore di scandali e autore di condanne ingiuste, la Chiesa in Oriente cominciò a respirare. Lo storico Eusebio scriverà che: «nuovi templi sono stati costruiti, sono stati celebrati molti sinodi». Alcuni storici ritengono che il primo e sicuramente il più famoso di questi sinodi fu quello celebrato in Ancira, capitale della Galazia, nel periodo in cui la Chiesa, ferita durante la persecuzione, si trovò a discernere il comportamento di quei cristiani che abiurarono e terminata la persecuzione chiesero il rientro nella comunità dei credenti. Il Concilio fu istituito secondo quanto previsto dal Canone 38 dei canoni apostolici  nella quarta settimana dopo la Pasqua.

## Membri del Concilio di Ancira
Il Concilio si svolse sotto la presidenza di Vitale, vescovo di Antiochia, e con la partecipazione di un numero imprecisato di vescovi. Quelli certi che parteciparono, «giacché di moltissimi altri se ne è perduta memoria», furono:
- Marcello, vescovo di Ancira, divenuto celebre in seguito nelle vicende di sant'Atanasio e nella storia dell'arianesimo.
- Agricola, di Cesarea della Palestina.
- Germano, di Neapoli, ossia dell'antica Sichem di Palestina.
- Lupo di Tarso, della Cilicia.
- Anfione di Epifania, della Cilicia.
- Narciso di Neroniade[11], della Cilicia.
- Leonzio di Cesarea, metropolita della Cappadocia.
- Eustolio di Nicomedia, della Bitinia.
- Basileo di Amasea dell'Ellesponto, che in seguito fu martire nella persecuzione di Licinio.
- Longino di Neocesarea del Ponto Polemoniaco.
- Pietro d'Iconio, della Licaonia
- Numechio di Laodicea della Frigia.
- Sergiano di Antiochia, della Pisidia.
- Epidauro di Perge, della Panfilia.
- Filadelfo di Giuliopoli, della Galazia.
- Salomone di Germanicia, della Celesiria.
- Eraclio di Zela, dell'Armenia maggiore.

## Un concilio plenario
Molti dei vescovi partecipanti, che giunsero dalle diverse provincie dell'Asia Minore e della Siria, intervennero più tardi nel grande concilio universale di Nicea. Gli storici sono propensi a considerare il Sinodo di Ancira un vero e proprio concilio plenario (Plenarium Concilium) vale a dire un consiglio generale delle Chiese dell'Asia Minore. Tesi supportata dalla partecipazione del primate di Antiochia, Vitale, che presiedette l'assemblea.